# James Nasmyth
James Hall Nasmyth (uneori scris Naesmyth, Nasmith sau Nesmyth) (19 august 1808 – 7 mai 1890) a fost un inginer, artist și inventator scoțian celebru pentru dezvoltarea ciocanului cu aburi. El a fost co-fondator al companiei Nasmyth, Gaskell and Company ce producea mașini-unelte. S-a pensionat la vârsta de 48 de ani și s-a mutat la Penshurst, Kent, unde și-a dezvoltat hobby-uri legate de astronomie și fotografie.

## Carieră

### Ultimii ani

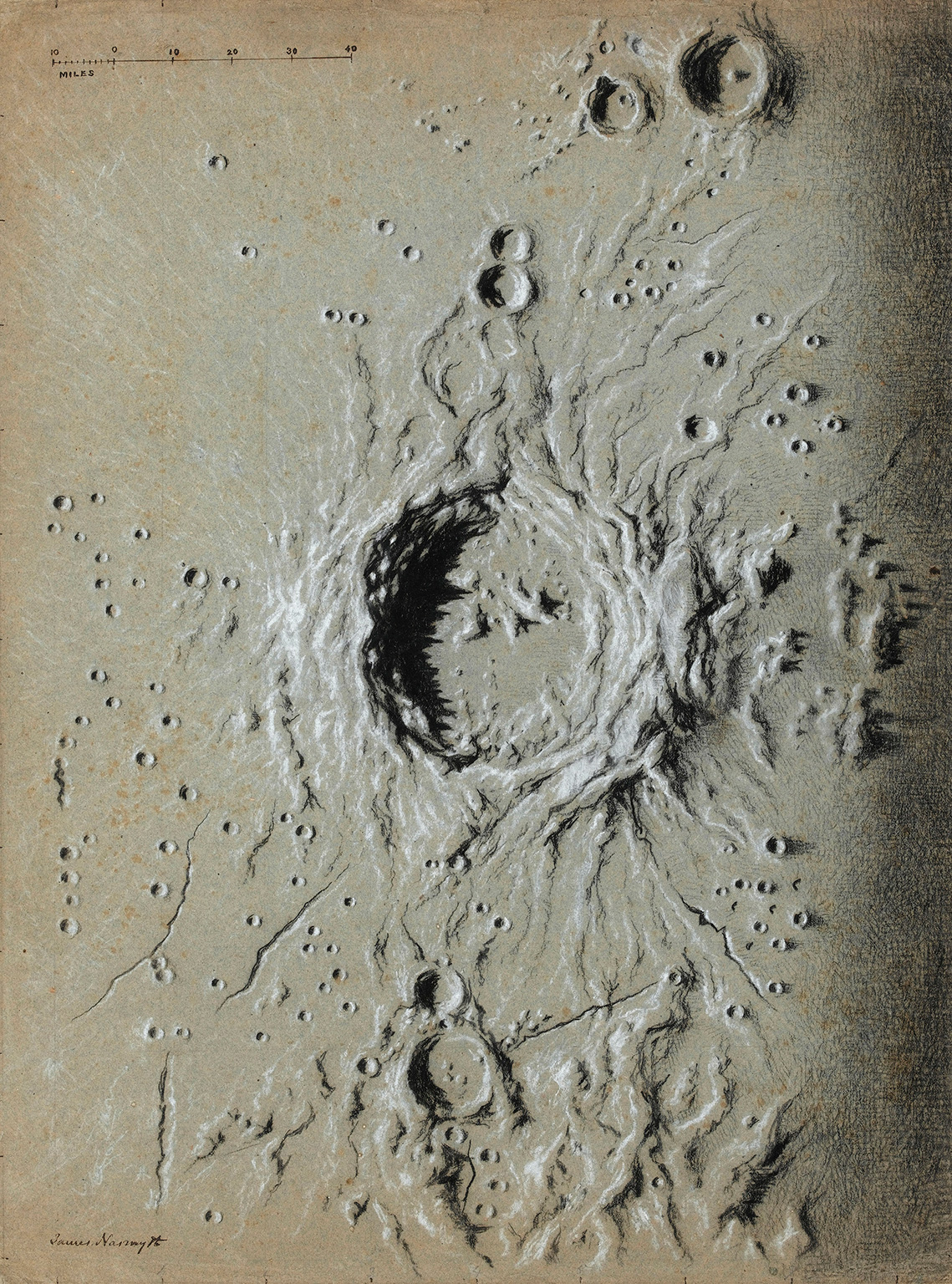
Desenul unui crater de pe suprafața lunară, realizat de Nasmyth

Nasmyth s-a retras din afaceri în 1856, când avea vârsta de 48 de ani, afirmând: „am acum suficiente bunuri din lumea aceasta: îi las pe cei mai tineri  să-și încerce șansa”. S-a așezat lângă Penshurst, Kent, unde și-a redenumit  casa "Hammerfield" și  s-a ocupat de diverse hobby-uri, inclusiv de astronomie. Și-a construit un telescop propriu cu obiectiv de 20-inch, inventând în acest proces telescopul Nasmyth și a realizat observații detaliate ale Lunii. El a scris The Moon : Considered as a Planet, a World, and a Satellite în colaborare cu James Carpenter (1840-1899). Această carte conține o serie interesantă de fotografii „lunare”: pentru că fotografia nu era încă suficient de avansată pentru a lua imagini reale ale Lunii, Nasmyth a construit modele de ipsos bazate pe observații vizuale ale Lunii și apoi le-a fotografiat. Un crater de pe Lună a fost numit în onoarea sa.
El a avut o căsnicie fericită cu soția lui, Anne, din Woodburn, Yorkshire, ce a durat 50 de ani, până la moartea sa. Nu au avut copii.
Cei doi soți sunt îngropați în partea de nord a cimitirului Dean din partea de vest a orașului Edinburgh. Monumentul funerar se află la capătul de est al aleii principale est-vest. Monumentul conține un model cioplit al unui ciocan cu aburi. Mama lui James, Barbara Foulis (1765-1848), este îngropată alături de ei. Monumentul, servește de asemenea, ca memorial pentru fratele său, Patrick Nasmyth (1787-1831)

## Recunoaștere
În memoria renumitelor sale contribuții la disciplina de inginerie mecanică, clădirea Departamentului de Inginerie Mecanică al Universității Heriot-Watt din orașul său natal din Edinburgh, este numită clădirea James Nasmyth.

## Referințe

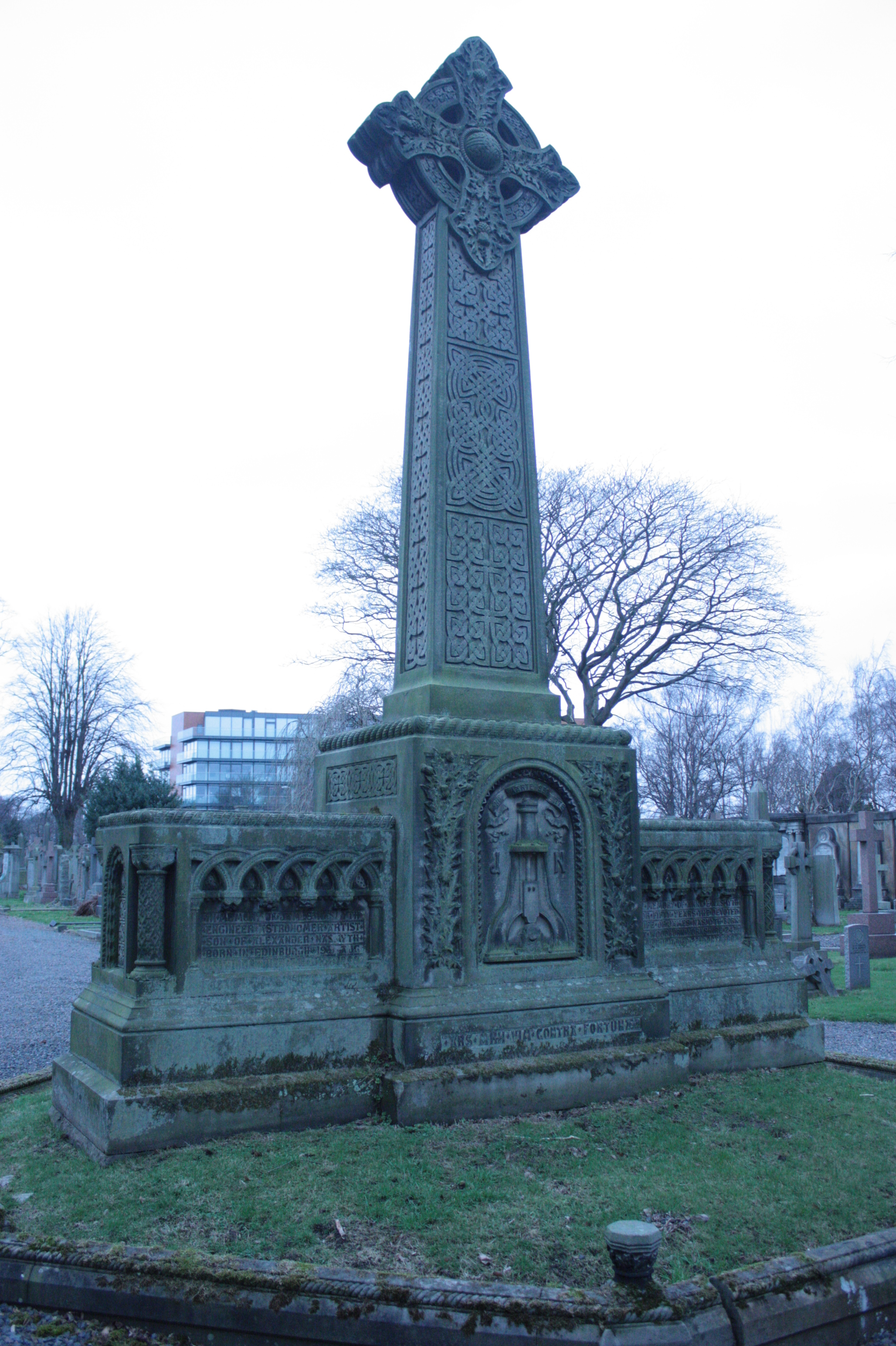
Mormântul lui James Nasmyth și al familiei sale în Cimitirul Dean